# Middel X
Middel X is de geanonimiseerde benaming van een aantal giftige stoffen, die worden toegepast in de chemische industrie, onder andere als conserveermiddel en desinfectans. De stof of stoffen worden gezien als mogelijk middel voor humane zelfdoding, bijvoorbeeld bij een voltooid leven, in geval een persoon niet in aanmerking komt voor euthanasie en daarom voor zelfdoding of "zelfeuthanasie" kiest. Inname van deze stof in de juiste hoeveelheid is gegarandeerd dodelijk en er bestaat geen tegengif of medicijn.
Middel X kan echter ook in handen komen van mensen die eigenlijk niet echt dood willen of die geen bestendige doodswens hebben. Het is in Nederland strafbaar om het middel te leveren indien kan worden aangenomen dat de afnemer zichzelf wil doden.
Volgens het Nationaal Vergiftigingen Informatie Centrum werden in Nederland tussen 2014 en 2021 rond de 25 meldingen gedaan over vergiftigingen met Middel X. Over 2022 kwamen er bij dat centrum 16 meldingen binnen over (pogingen tot) zelfdoding met Middel X. De gegevens van het NVIC geven geen volledig beeld, niet alleen omdat er geen meldplicht is, maar vooral omdat het als voorlichtings- en informatiecentrum doorgaans niet benaderd wordt als iemand aan een vergiftiging overleden is. Op basis van onderzoek geïnitieerd door de stichting 113 Zelfmoordpreventie bleek dat tussen 2015 en 2022 minstens 172 mensen overleden door het innemen van het middel, met een gemiddelde leeftijd van 59 jaar. Bij zeventig procent van de overledenen was een „psychiatrische voorgeschiedenis” vermeld. Het onderzoek was gebaseerd op de registratie door forensisch artsen.

## Samenstelling
Minister Hugo de Jonge van Volksgezondheid, Welzijn en Sport wilde in 2021 geen juridische maatregelen nemen tegen de verspreiding van het middel, omdat daarmee de samenstelling bekend zou worden. Ook in 2024 wordt de naam van het middel vanwege veiligheidsredenen niet bekendgemaakt.

## Strafbaarheid van verstrekking van het middel met het oog op zelfdoding
Het middel werd onder de aandacht gebracht door Coöperatie Laatste Wil (CLW), een in 2013 opgerichte Nederlandse organisatie die binnen de wettelijke kaders een laatste-wil-middel wil (laten) verstrekken aan haar leden. Hulp bij zelfdoding is in Nederland strafbaar op grond van artikel 294, tweede lid, Wetboek van Strafrecht.
In 2017 maakte de coöperatie bekend dat ze een dodelijk poeder op het oog had dat geschikt zou zijn voor zelfdoding, een middel dat in het buitenland vrij verkrijgbaar is. De coöperatie maakte niet openbaar om welke chemische stof het ging, en duidde het aan met Middel X, waarvan slechts twee gram nodig zou zijn voor zelfdoding. Bestelling van het middel, dat voor andere toepassingen bedoeld is, zou alleen in grotere hoeveelheden mogelijk zijn. Sommige leden van de coöperatie gingen in 2018 het middel inkopen en verstrekken aan andere leden, zodat het in kleine porties beschikbaar kwam.
Fabrikanten en verkopers van de chemische stof spraken met minister Hugo de Jonge een gedragscode af, waarin staat dat zij het middel niet aan particulieren zouden verkopen. Er is echter geen wettelijk verbod op verkoop van het middel. De vader van een aan het middel overleden vrouw van 19 jaar pleitte in 2024 voor een wettelijk verbod.
In 2021 werden verschillende leden van Coöperatie Laatste Wil aangehouden onder andere op verdenking van verstrekking van het middel aan anderen. Een van de aangehouden leden, Alex S., stond tussen 2021 en 2023 in eerste aanleg terecht. Hij zou het middel naar zeker 1600 mensen hebben gestuurd, als gevolg waarvan ten minste 10 personen zouden zijn overleden. Hij maakte de pillen in zijn eigen woning. Alex S. werd door de Rechtbank Oost-Brabant in juli 2023 veroordeeld tot een gevangenisstraf van tweeënveertig maanden, waarvan achttien maanden voorwaardelijk en een proeftijd van twee jaren, voor hulp bij zelfdoding en verboden handel in geneesmiddelen. De veroordeelde ging vervolgens in hoger beroep. Een ander lid van de Coöperatie Laatste Wil, psycholoog Wim van Dijk, verklaarde in 2021 het middel aan meer dan honderd mensen verstrekt te hebben.
In 2024 eiste het OM gevangenisstraffen tot dertig maanden tegen zes personen, allen lid of bestuurslid van Coöperatie Laatste Wil, en allen tussen 70 en 80 jaar oud, verdacht van het verspreiden van middel X. Een van hen had ruim zeshonderd doses verkocht. Volgens de officier van justitie „omzeilden en ondermijnden” de verdachten de Nederlandse wetgeving rondom euthanasie. Daardoor brachten zij volgens de officier het recht op leven in gevaar. De oudste verdachte, Loek de L., tegen wie een gevangenisstraf van 2,5 jaar was geëist, overleed begin mei 2024. Op 2 juli van dat jaar werd bekend dat Tom de M., tegen wie eveneens 2,5 jaar was geëist, zelfmoord had gepleegd op 77-jarige leeftijd. Hij had ruim 223 klanten, waarvan er 7 overleden waren door gebruik van Middel X. Hij had 74.400 euro verdiend met zijn handel in het middel.
Op 4 juli 2024 werd Jos van Wijk (76 jaar en voormalig voorzitter van Coöperatie Laatste Wil) door de rechtbank in Arnhem veroordeeld tot een voorwaardelijke celstraf van vier maanden. Lid Tiny B. (74) kreeg een taakstraf van tachtig uur en een voorwaardelijke celstraf van één jaar, met een proeftijd van 3 jaar. Zij werd gezien als de kern van een crimineel samenwerkingsverband, en betrok ook de eerder veroordeelde Alex S bij de groep. De rechtbank achtte ook bewezen dat B. in een enkel sterfgeval hulp bij zelfdoding heeft geboden. De andere verdachten werden vrijgesproken vanwege onvoldoende bewijs. Enkele nabestaanden waren teleurgesteld over de lage straffen.
In 2025 werd in een andere zaak een 75-jarige man, Jan S., die het middel voor zichzelf had gekocht, veroordeeld tot 6 maanden voorwaardelijk en een taakstraf van 80 uur voor hulp bij zelfdoding. Hij zou het hebben doorverkocht aan een Limburgse vrouw van 67 jaar en aan een man van 56. Deze laatste zat in een gesloten inrichting in Schiedam en zou het middel met een andere man in de inrichting hebben gedeeld. Ze pleegden tegelijk zelfmoord.

## Gevolgen van Middel X na inname
Middel X zorgt voor een zuurstoftekort in de cellen, waardoor iemand sterft. Een tegengif of medicijn tegen Middel X bestaat niet. Als iemand na het innemen spijt krijgt en wil blijven leven, is deze persoon in veel gevallen niet meer te redden. Het is van tevoren onzeker hoe de vergiftiging zal verlopen. Het kan uren duren voordat iemand die het middel heeft genomen het bewustzijn verliest. Ook kan het 40 uur duren voor de dood intreedt. Volgens sommigen die aanwezig waren bij een overlijden met Middel X was het een "smerige dood." Volgens anderen leidt het innemen van Middel X niet altijd tot een humane dood. Er kan een ernstige doodsstrijd optreden met kramp, pijn en braken.
In 2021 waarschuwde psychiater Boudewijn Chabot, die zich inzet voor hulp bij zelfdoding in geval van ondraaglijk lijden, tegen het gebruik van Middel X. Hij had een film bekeken met het zelfgekozen overlijden van een echtpaar en het rapport van toxicoloog Guillaume Counotte over de stof gelezen. Hij had samen met Philip Nitschke, oprichter van Exit International en auteur van het boek The Peaceful Pill Handbook, bestreed in een column dat het in de film om Middel X zou gaan. Volgens hem zou het in de film gaan om een andere giftige stof. Volgens Nitschke is Middel X geen natriumnitriet, maar een andere giftige stof. Nitschke propageert gebruik van Middel X voor mensen die geen toegang hebben tot het middel dat zijn voorkeur heeft, pentobarbital. Nitschke erkende echter in 2012 dat er, op dat moment, "little hard science" (weinig wetenschappelijke kennis) bestond over de werking van de stof bij zelfdoding.
Inname van Middel X kan gevolgd worden door ernstige lichamelijke reacties, waaronder:
- heftig zweten,
- braken,
- diarree,
- hoofdpijn,
- hartkloppingen,
- te snelle of te trage hartslag,
- pijn op de borst,
- flauwvallen,
- benauwdheid,
- keelpijn,
- stuiptrekkingen,
- hartstilstand.

Om deze bijwerkingen besloot stichting CLW, die Middel X lang promootte, het middel niet langer "humaan" te noemen. Petra de Jong, destijds bestuurslid van het CLW, noemde in 2017 ook de volgende bijwerkingen:
- erge verwardheid,
- epileptische insult,
- hartritmestoornis,
- snelle ademhaling
- longoedeem.

In de podcastserie Dolle Mina's van de dood (uitgezonden door Argos) stelde forensisch onderzoeker Karen den Hondel dat uit meer dan honderd schouwverslagen was gebleken dat wie middel X gebruikt, onder heftige omstandigheden kan overlijden: "Het geeft zeker niet altijd een rustig beeld. Wat we zien is dat mensen soms in de badkamer of de woonkamer liggen en dat zij overal gebraakt hebben. Ik heb enkele verslagen gelezen van mensen die in paniek 112 belden omdat ze moesten braken, het extreem warm kregen, benauwd krijgen, duizelig werden."